# Marin Šparada
Marin Šparada, hrvaški vaterpolist, * 6. september 1996, Šibenik, Hrvaška.
Igra za hrvaški vaterpolski klub  Solaris. Visok je 198 centimetrov, težak pa 102 kilograma. Tudi njegov brat Toni je vatepolist ki igra v istem klubu.